# Anders Tang Friborg
Anders Tang Friborg (født 26. december 1972 i Odense) er en dansk embedsmand, der siden 2024 har været departementsråd for udenrigspolitik i Statsministeriet.
Anders Tang Friborg blev bachelor i statskundskab fra Aarhus Universitet i 1995 og master i international politik fra Columbia University i 1999.
Han var fra 2013 til 2017 Danmarks 'ambassadør' i Palæstina, dvs. chef for Danmarks repræsentationskontor i Ramallah. Hjemvendt blev han leder af kontoret for Mellemøsten og Nordafrika i Udenrigsministeriet inden han i 2020 blev såkaldt migrationsambassadør og leder af en tværministeriel taskforce om asyl. Jobbet indebar at arbejde for, at Danmarks behandling af asylansøgere blev flyttet ud af landet - til Rwanda.
Fra 2022 var han politisk direktør i Udenrigsministeriet, og i 2024 overtog han rollen som departementsråd i Statsministeriet efter Jean-Charles Ellermann-Kingombe.
Siden maj 2025 har han været Ridder af 1. grad af Dannebrog.